# Чернівецька міська рада
Черніве́цька міська́ ра́да — орган місцевого самоврядування Чернівецької міської громади в Чернівецькій області.

## Загальні відомості
- Територія ради: 152,75 км²
- Населення ради: 262 130 осіб (станом на 1 січня 2014 року)

## Адміністративний устрій
Міській раді до 1 січня 2016 року були підпорядковані:
- м. Чернівці
  - Першотравневий район
  - Садгірський район
  - Шевченківський район

Районний поділ міста ліквідовано з 01.01.2016 року Рішенням 62 сесії Чернівецької міської ради VI скликання за № 1542 «Про адміністративно-територіальний устрій міста Чернівців» від 26 березня 2015 року. Рішення про ліквідацію районного поділу у Чернівцях прийнято відповідно вимог підготовки до адміністративно-територіальної реформи, зменшення видатків на утримання управлінського апарату державних виконавчих органів, посилення основ самоврядування, спрощення доступу громадян до адміністративних послуг, приведення управління територією до європейських стандартів.

## Склад ради
- Секретар ради: Кирилюк Марина Василівна

### Структура ради
Основною організаційною формою роботи міської ради є її сесія. Рішення міської ради приймаються відкритим або таємним голосуванням. Порядок і процедура прийняття рішень міською радою визначаються її Регламентом. Прийняті на сесії рішення міської ради підписуються міським головою, а у разі відсутності — секретарем ради, у інших випадках депутатом ради, який головував на засіданні ради.
Для попереднього розгляду і підготовки питань, здійснення контролю за виконанням рішень ради, її виконавчих органів та власних рекомендацій, депутати утворюють постійні комісії Чернівецької міської ради. До складу комісії входять: її голова, секретар, члени комісії.
Депутати міської ради, відповідно до політичної приналежності, об'єднуються у депутатські групи та фракції.

### Міський голова
Головна посадова особа міської територіальної громади  — Чернівецький міський голова, якого обирають містяни на прямих виборах.
Міський голова за посадою входить до складу міської ради, головує на її засіданнях, очолює виконавчий комітет.

#### Керівний склад попередніх скликань
| ПІБ                       | Основні відомості                                               | Дата обрання | Дата звільнення |
| ------------------------- | --------------------------------------------------------------- | ------------ | --------------- |
| Федорук Микола Трохимович | Міський голова, 1954 року народження, безпартійний              | 26.03.2006   | 31.10.2010      |
| Каспрук Олексій Павлович  | Міський голова, 1977 року народження, освіта вища, безпартійний | 31.10.2010   | 29.11.2020      |
| Клічук Роман Васильович   | Міський голова 1972 року народження.                            | 29.11.2020.  |                 |

### Секретар ради
Секретар Чернівецької міської ради є посадовою особою, яка відповідає за організацію роботи представницького органу, обирається депутатами більшістю голосів від загального складу ради шляхом таємного голосування.
Кандидатура секретаря (з числа депутатів) подається на розгляд міської ради Чернівецьким міським головою.

### Депутати VIII скликання
За результатами місцевих виборів 2020 року депутатами ради стали: Чернівецька міська рада VIII скликання

## Виконавчий комітет
Виконавчий комітет Чернівецької міської ради — виконавчий орган ради, який утворюється нею на строк її повноважень.
Керівником виконкому є Чернівецький міський голова, у разі його відсутності — секретар ради, або один із заступників міського голови (на якого ці обов'язки буде покладено).
До складу виконавчого комітету за посадою входять: міський голова, його заступники, та секретар виконкому. З числа депутатів також може бути включений — секретар ради.
Персональний склад виконкому затверджується міською радою за поданням Чернівецького міського голови.
Організаційною формою роботи виконавчого комітету є його засідання, проведення яких можливе за наявності кворуму — більше половини складу.

## Структура управління
Організація виконавчих органів Чернівецької міської ради